# Denticollinae
Denticollinae – podrodzina owadów z rzędu chrząszczy, zaliczana do rodziny sprężykowatych. Zamieszkują większą część świata, najliczniejsze są jednak na zimnych obszarach klimatu umiarkowanego. Zaliczają się tutaj liczne rodzaje, jednak informacje o biologii gatunków pozostają skąpe.